# Al Green Explores Your Mind
Al Green Explores Your Mind är ett musikalbum av Al Green som utgavs 1974 av skivbolaget Hi Records. Albumet var Greens åttonde studioalbum och innehåller bland annat hitsingeln "Sha-La-La (Make Me Happy)" och låten "Take Me to the River" som senare gjordes i en cover av Talking Heads. Låten blev även listad i magasinet Rolling Stones lista The 500 Greatest Songs of All Time på plats 117. Albumet blev etta på Billboardlistan för R&B-album och nådde plats 15 på Billboard 200.

## Låtlista
1. "Sha-La-La (Make Me Happy)" (Al Green) – 3:01
2. "Take Me to the River" (Green, Mabon "Teenie" Hodges) – 3:45
3. "God Blessed Our Love" (Green, Willie Mitchell, Earl Randle) – 3:57
4. "The City" (Green, Charles Hodges) – 3:25
5. "One Nite Stand" (Green) – 2:26
6. "I'm Hooked on You" (Green, Mitchell) – 3:22
7. "Stay with Me Forever" (Green, Alma Sanders) – 3:15
8. "Hangin' On" (Green, Michael Allen) – 4:21
9. "School Days" (Green) – 3:14